# MCH Band
MCH Band je česká hudební skupina, založená a vedená saxofonistou, kytaristou a zpěvákem Mikolášem Chadimou. Vznikla počátkem osmdesátých let poté, co Chadima rozpustil kapelu Extempore. Chadima je jejím jediným stálým členem, dále se v ní vystřídalo více než dvacet hudebníků, včetně Ivana Bierhanzla, Františka Skály či Petra Ference. Od roku 2015 kapela vystupuje ve složení Chadima, Jan Chaluš (bicí), Jiří Janďourek (klávesy), Martin Schneider (baskytara) a Jan Jirucha (pozoun). Od roku 2011 Chadima vystupuje také s kapelou MCH Trio, jehož složení obsahuje méně hudebníků než domovská kapela.